# Jamie O'Neill
Jamie O'Neill (Wellingborough, 19 de agosto de 1986) es un jugador de snooker inglés.

## Biografía
Nació en la ciudad inglesa de Wellingborough en 1986. Es jugador profesional de snooker desde 2007, aunque se ha caído del circuito profesional más de una vez. No se ha proclamado campeón de ningún torneo de ranking, y su mayor logro hasta la fecha fue alcanzar los octavos de final en tres ocasiones, a saber: los del Abierto de China de 2014 (3-5 ante Mark King), los del Abierto de Escocia de 2020 (3-4 contra Ding Junhui) y los del Masters de Alemania de 2021 (4-5 frente a Jordan Brown). Tampoco ha logrado hilar ninguna tacada máxima, y la más alta de su carrera está en 133.